# Monochamus gardneri
Monochamus gardneri är en skalbaggsart som beskrevs av Stefan von Breuning 1938. Monochamus gardneri ingår i släktet Monochamus och familjen långhorningar. Inga underarter finns listade i Catalogue of Life.